# Mongoloniscus vannamei
Mongoloniscus vannamei är en kräftdjursart som först beskrevs av Arcangeli 1927.  Mongoloniscus vannamei ingår i släktet Mongoloniscus och familjen Trachelipodidae. Inga underarter finns listade i Catalogue of Life.